# Очерьельм, Анна
Анна Очерьельм (швед. Anna Åkerhjelm, имя при рождении — Анна Агрикониа; Нючёпинг, Швеция — 1693 или 1698, Штаде, Германия) — шведская писательница, прославившаяся путевыми дневниками.
В 1691 стала первой шведской женщиной, получившей дворянский титул за личные достижения.

## Биография
Отцом Анны был священник Мангус Агрикониус в Нючепинге. Брат Самуил служил секретарем шведского посольства в Лондоне и Париже. Он же в 1679 году получил дворянский титул.
В 1671 году Анна впервые приступила к работе: она начала служить в почте графини Цвайбрюккен Марии Ефросинии, которая приходилась королю Карлу XI Шведскому тетей. Там она стала достаточно видной персоной, благодаря высокой образованности. Со временем Анна стала спутником дочери Марии Ефросинии Шарлотты де ла Гарди (графини Кёнигсмарк).
Анна Очерьельм умерла в Штаде 11 февраля 1698 (по другим данным, в 1693 году).